# 代托尔
代托尔（法語：Destord，法語發音：[detɔʁ] ⓘ）是法国大東部大區孚日省的一个市镇，属于埃皮纳勒区。

## 地理
代托尔（48°16'22"N, 6°37'17"E）面积5.04 平方千米，位于法国大東部大區孚日省，该省份为法国东北部内陆省份，北起默兹省和默尔特-摩泽尔省，西接上马恩省，南至上索恩省和贝尔福地区省，东临上莱茵省和下莱茵省。
与代托尔接壤的市镇（或旧市镇、城区）包括：圣埃莱娜、农兹维尔、帕杜、阿朗泰勒河畔皮埃尔蓬、比尔特、迪尔比永河畔日尔库尔、居涅库尔。

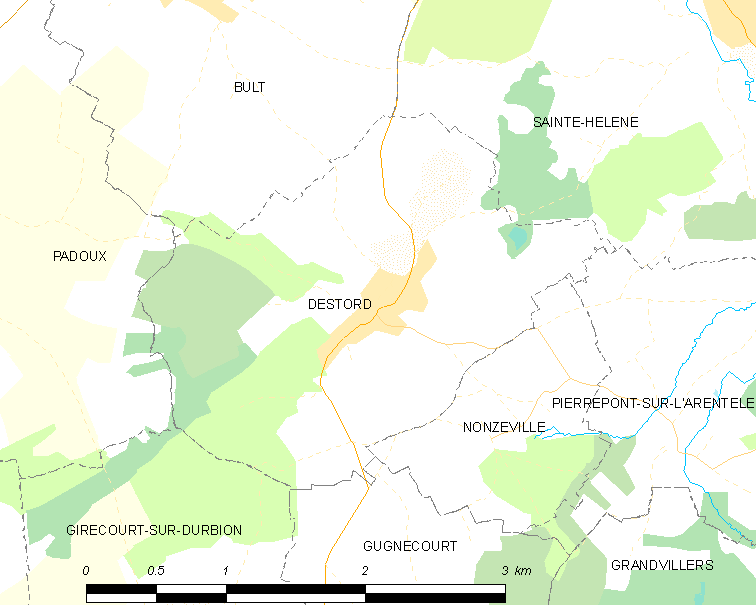
代托尔的OSM定位图

代托尔的时区为UTC+01:00、UTC+02:00（夏令时）。

## 行政
代托尔的邮政编码为88600，INSEE市镇编码为88130。

## 政治
代托尔所属的省级选区为布吕耶尔县。

## 人口

1962-2008年间代托尔人口变化图示

代托尔于2022年1月1日时的人口数量为238人。